# Franz Meyer (Mathematiker)

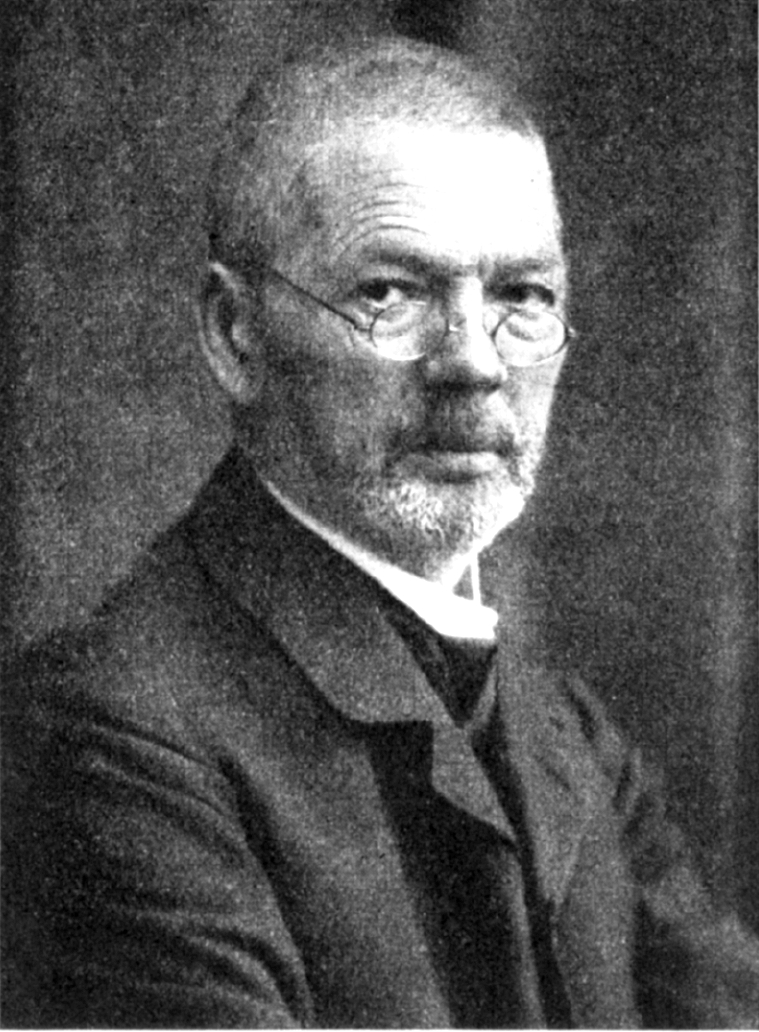
Wilhelm Franz Meyer

Friedrich Wilhelm Franz Meyer (* 2. September 1856 in Magdeburg; † 11. April 1934 in Königsberg, Ostpreußen) war ein deutscher Mathematiker.

## Leben
Die Eltern von F. W. F. Meyer waren Friedrich Wilhelm Julius Meyer und M. Elise Johanna Amalie, geb. Knorr. Der Vater war von Beruf Domänen-Rentmeister, später Domänenrat in Magdeburg und Friedeberg/Neumark. Meyer besuchte das Domgymnasium in seiner Vaterstadt, an dem er Ostern 1874 das Abitur ablegte. Er studierte an der Universität Leipzig (Sommersemester 1874 bis Sommersemester 1875) Naturwissenschaften und Mathematik bei Carl Gottfried Neumann, danach in München an der Königlichen Polytechnischen Schule (heute Technische Universität München) vor allem bei Felix Klein. Vom Wintersemester 1875/76 bis Wintersemester 1877/78 studierte er an der Ludwig-Maximilians-Universität München, wo er am 15. März 1878 mit der Arbeit Anwendungen der Topologie auf die Gestalten der algebraischen Kurven zum Dr. phil. promoviert wurde. Von 1878 bis 1880 setzte er seine Studien in Berlin bei Karl Weierstraß, Ernst Eduard Kummer und Leopold Kronecker fort. 1880 folgte die von der Philosophischen Fakultät der Universität Würzburg als „anregend und inhaltreich“ gelobte Habilitation über das Thema „Apolarität und rationale Kurven, eine systematische Voruntersuchung zu einer allgemeinen Theorie der linearen Räume“ bei Paul du Bois-Reymond in Tübingen. Dort war er als Privatdozent, später außerplanmäßiger Professor (ab 1885) und Extraordinarius (ab 1887) tätig. 1888 folgte er einem Ruf an die Bergakademie Clausthal und wechselte von dort 1897/98 nach dem Weggang Hilberts nach Göttingen an die Albertina in Königsberg. Dort wirkte er bis zu seiner Emeritierung 1924.
Hauptarbeitsfeld von Meyer war die Geometrie. Meyer ist jedoch weniger als Schöpfer von neuen Theorien oder Begründer neuer Teildisziplinen der Mathematik (wie es z. B. seine Zeitgenossen Hilbert, Klein, Cantor oder Minkowski waren) in Erscheinung getreten, sondern als Ordner und Sammler mathematischen Wissens sowie als Lehrbuchautor und Herausgeber der Enzyklopädie der mathematischen Wissenschaften
F. W. F. Meyer war Mitglied zahlreicher Fachgesellschaften:
- 1890 Gründungsmitglied der Deutschen Mathematiker-Vereinigung (1902 deren Vorsitzender)
- 1892 Mitglied der Deutschen Akademie der Naturforscher (Leopoldina)
- Mitglied der Berliner Mathematischen Gesellschaft
- Mitglied des Circolo Matematico di Palermo
- korrespondierendes Mitglied der Société Royale des Sciences de Liège
- 1933 Mitglied der Bayerischen Akademie der Wissenschaften

## Schriften (Auswahl)
- Apolarität und rationale Curven. Tübingen 1883.
- Zur Ökonomie des Denkens in der Elementarmathematik. In: Jahresbericht DMV Band 7, 1899 (Digitalisat)
- Bericht über den gegenwärtigen Stand der Invariantentheorie. In: Jahresbericht DMV, Band 1, 1890/91 (Digitalisat)
- Invariantentheorie. In: Enzyklopädie der Mathematischen Wissenschaften, Band 1, 1899 (Digitalisat)